# 1000
1000 (M) var ett skottår som började en måndag i den julianska kalendern.

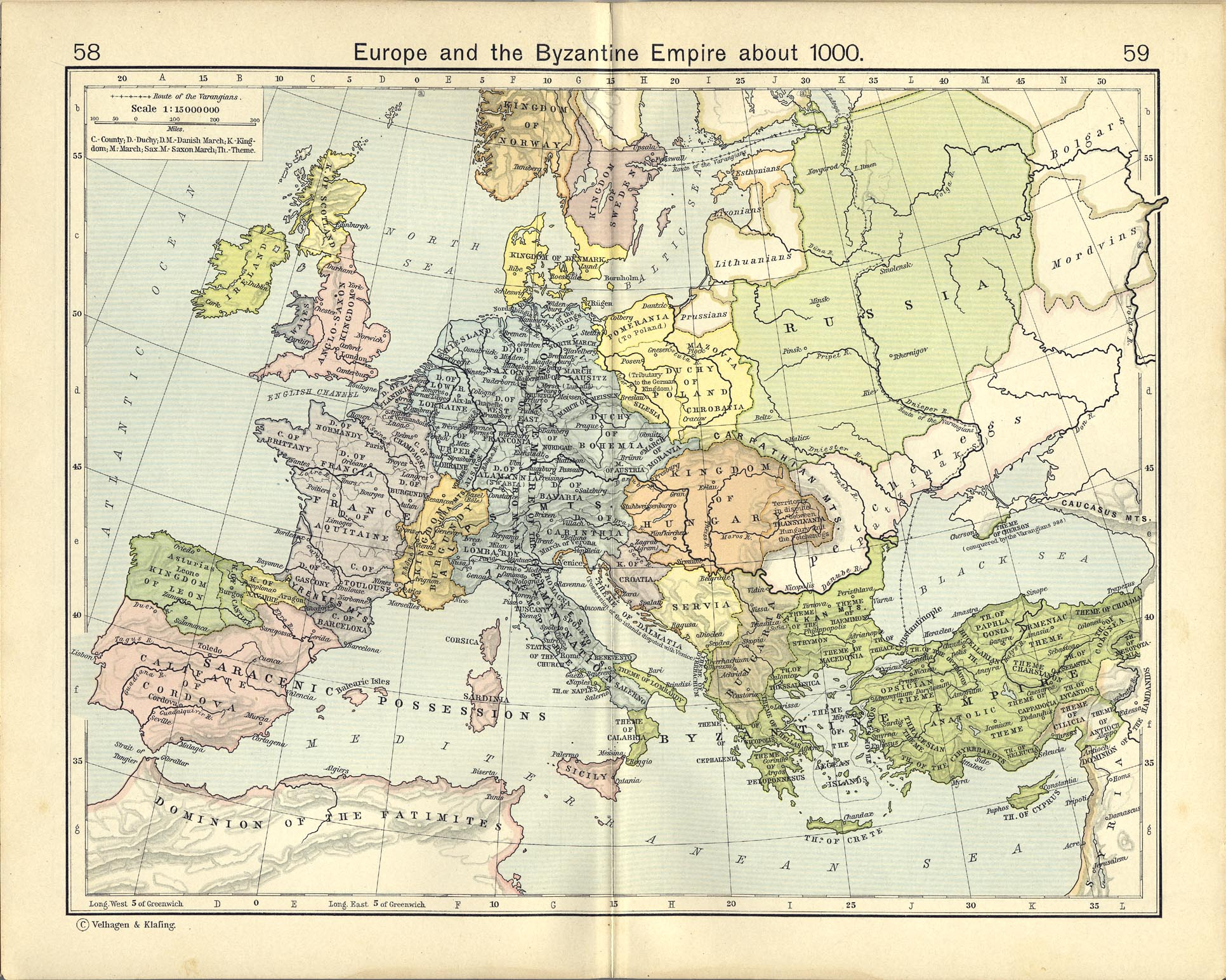
Europa år 1000.

## Händelser

### Augusti
- 20 augusti –  Stefan grundar Ungern.[1]

### September
- 9 september – Den svenske kungen Olof Skötkonung och den danske Sven Tveskägg besegrar den norske Olav Tryggvason i sjöslaget vid Svolder. Därmed återtar Sven Tveskägg makten över Norge och blir dess kung på nytt (efter att Olav Tryggvasson avsatte honom fem år tidigare. Svens ställföreträdare, som innehar den verkliga makten, blir ladejarlarna Sven och Erik Håkonsson.

### Oktober
- 9 oktober –  Leif Eriksson landstiger i Vinland.[1]

### December
- 25 december – Stefan I (den helige) blir kung av Ungern.[2]

### Okänt datum
- Runt denna tid används opium flitigt i Kina och Fjärran Östern.[3]
- En meteorit kraschar runt denna tid i Nordamerika och delas i flera bitar samt lämnar efter sig en liten krater, 36 meter bred och 6 meter djup.[1]
- Världens folkmängd uppgår till 300 miljoner människor.
- Sancho III av Navarra blir kung av Aragonien, Navarra och Kastilien.
- Staden Dhaka grundläggs.
- Kejsare Otto III gör en vallfärd från Rom till Aachen och Gniezno (Gnesen).
- Hutufolket bosätter sig i nutida Rwanda och Burundi; de blir snart fler än urbefolkningen, twa.
- Kristendomen blir Islands lagfästa religion.
- Gniezno blir ärkebiskopssäte, vilket gör den polska kyrkan oberoende av den tyska.
- Visby grundas (omkring detta år).
- Ärkebiskopsdömet Gran (Esztergom) i Ungern grundlägges.

## Födda
- 25 juli – Anund Jakob, kung av Sverige 1022–1050 (möjligtvis född detta datum, då det var Jakobsdagen; han kan också ha fötts 1008).
- Silvester III, född Giovanni di Crescenzi–Ottaviani, påve från 20 januari till 10 mars 1045 (född omkring detta år).
- Michael Cerularius, Patriark av Konstantinopel (död 1059).
- Konstantin IX, bysantinsk kejsare (död 1055).

## Avlidna
- 9 september – Olav Tryggvason, kung av Norge sedan 995 (stupad i slaget vid Svolder).
- 17 november – Elfrida, drottning av England från 964 eller 965 till 975 (gift med Edgar den fredlige) (död någon gång mellan 999 och 1001)
- Tlilcoatzin, Toltekernas härskare (omkring detta år).
- Dương Vân Nga, vietnamesisk kejsarinna och regent.

### Fotnoter
1. 1 2 3  ”Chronology of World History”. Arkiverad från originalet den 12 oktober 2011. https://www.webcitation.org/62NLU2AIL?url=http://www.islandnet.com/~KPOLSSON/worldhis/wor1000.htm. Läst 18 juli 2011.
2. ↑  ”World Statesmen”. http://www.worldstatesmen.org/Hungary.htm.
3. ↑  ”Narkotika”. Arkiverad från originalet den 24 maj 2011. https://web.archive.org/web/20110524131828/http://members.fortunecity.com/simulatorsmusicsite/droger/narkotika.htm.